# Tarantelle
| Recensione      | Giudizio |
| --------------- | -------- |
| La casa del rap | 8.7/10   |
| Rockol          | 7/10     |

Tarantelle è il sesto album in studio del rapper italiano Clementino, pubblicato il 3 maggio 2019 dalla Universal Music Group.

## Promozione
L'album è stato annunciato l'8 marzo 2019, contemporaneamente all'uscita del primo singolo estratto, Gandhi, tramite il profilo Instagram dell'artista. Il disco è stato anticipato, inoltre, dai singoli Un palmo dal cielo, Hola! e Chi vuol essere milionario?, gli ultimi due realizzati rispettivamente con la partecipazione dei rapper Nayt e Fabri Fibra.

## Tracce
Testi di Clemente Maccaro, eccetto dove indicato.
1. Gandhi – 1:42
2. Un palmo dal cielo – 3:42
3. Alleluia (feat. Gemitaiz) – 3:50
4. Mare di notte – 2:48
5. Tarantelle (che ne sarà di me) – 3:40
6. Hola! (feat. Nayt) – 4:05
7. Sempreverde – 3:37
8. Versi di te – 3:41
9. Babylon (feat. Caparezza) – 3:07
10. Chi vuol essere milionario? (feat. Fabri Fibra) – 2:46
11. Freddo – 2:47
12. Smoke bong – 2:38
13. La mia follia – 3:33
14. Diario di bordo – 3:17

## Classifiche
| Classifica (2019) | Posizione massima |
| ----------------- | ----------------- |
| Italia            | 3                 |